# Soy Rosa
Soy Rosa fue un programa español de Telerrealidad, basado en el día a día y grabación del álbum de estudio Kairós de la cantante Rosa López. Producido por la productora Grupo Secuoya, se emitió en abierto por la Televisión terrestre en España (TDT) en el canal Ten.

## Capítulos
| Capítulo | Título                 | Estreno             | Espectadores | Ref.  |
| 01       | El comienzo            | 26 de junio de 2017 | 128.000      | [ 1 ] |
| 02       | Rosa de qué            | 26 de junio de 2017 | 84.000       | [ 1 ] |
| 03       | Rosa vuela             | 3 de julio de 2017  | 59.000       | [ 2 ] |
| 04       | Adiós a Rosa de España | 10 de julio de 2017 | 65.000       | [ 3 ] |
| 05       | La emoción de la gira  | 17 de julio de 2017 | 78.000       | [ 4 ] |
| 06       | El amor del público    | 24 de julio de 2017 | 53.000       | [ 5 ] |
| #        | Especial Soy Rosa      | 31 de julio de 2017 | 65.000       | [ 6 ] |

## Artistas invitados
- Capítulo 1: Lorena Gómez.
- Capítulo 2: Massiel, Ruth Lorenzo, Soraya Arnelas, Mirela, Geno Machado, Mago More.
- Capítulo 3: Manu Tenorio
- Capítulo 4: Mireia Montávez, Mago More.
- Capítulo 5: Javier Castillo (Poty), Mireia Montávez, Lorena Gómez, Álex Ubago, Kiko & Shara, Antonio Carmona.
- Capítulo 6: Conchita Wurst, Ruth Lorenzo